# 北小路随光
北小路 随光（きたこうじ よりみつ、1832年4月1日〈天保3年3月1日〉 - 1916年〈大正5年〉11月22日）は、幕末の公卿、明治時代から大正時代にかけての華族、神祇官僚、司法官僚。子爵。伊勢神宮大宮司。

## 生涯

### 誕生、そして公卿へ
天保3年3月1日（1832年4月1日）、北小路説光の長男として誕生する。母は家女房。
天保7年1月15日（1836年3月2日）、叙爵。弘化2年12月5日（1846年1月2日）、元服して昇殿を許され、越後権介従五位上に任叙された。
弘化3年3月4日（1846年3月30日）、仁孝天皇崩御に伴う当色を、3日後の3月7日（4月2日）には素服を賜わり、4月4日（4月29日）に除服宣下を受けた。
以降順調に昇叙していき、万延2年（文久元年）1月5日（1861年2月14日）、従三位に叙されて公卿に列せられた。
元治元年11月27日（1864年12月25日）、白鳥神社神主猪熊慶歓の五女久子を妻として迎え入れた。
慶応元年11月16日（1866年1月2日）、帯剣を許されて同日拝賀、同年11月19日（1866年1月5日）には豊明節会の外弁を務め、慶応2年1月1日（1866年2月15日）には元日節会の内弁を務めた。

### 廷臣二十二卿の一人
慶応2年8月30日（1866年10月8日）酉刻（午後6時頃）、随光は中御門経之・大原重徳・高倉永祜・千種有任・岩倉具綱・岩倉具定・大原重朝ら22名と参内して、御学問所で意見書を提出した（廷臣二十二卿列参事件）。これは、幕府の意向を受けて朝廷を左右させる関白二条斉敬・賀陽宮朝彦親王・武家伝奏野宮定功らを退け、先年に処分された廷臣を赦免し、長州再征の結果を停戦ではなく終戦にすることなどを求めたものである。この意見は聞き入れられず、風紀を乱す者として同年10月27日（12月3日）、随光ら20名は差控の処分を受けた（勅勘）。しかし同年中に孝明天皇が崩御すると、慶応3年3月29日（1867年5月3日）、崩御の公式発表日から100日目となり、随光を含めた廷臣二十二卿は赦免された（勅免）。
慶応4年1月15日（1868年2月8日）、明治天皇の元服に参仕した。

### 復興神祇官僚として
明治元年12月19日（1869年1月31日）、神祇官出仕を命じられ、4日後の12月23日（2月4日）には神祇官権判事、翌明治2年5月21日（1869年6月30日）に神祇官判事に任じられた。いずれも左京権大夫の地位に在ったままである。同年7月8日（8月15日）、百官が廃止され、左京権大夫職を失った。同日、神祇官が太政官より特立すると、7月11日（8月18日）、神祇大祐に任じられた。7月21日（8月28日）には、鎌倉宮鎮座に際して参向した。また神祇官僚として、諸社の大祭に奉幣使として参向した。明治4年5月20日（1871年7月7日）大嘗会御用掛に任じられた。

### 神宮大宮司とその後
明治4年7月5日（1871年8月20日）、新政府の神宮改革に伴い、神祇大祐から伊勢神宮大宮司に転任した。同年7月14日（8月29日）、伊勢へ赴いた。明治5年7月18日（1872年8月21日）には教導職の権中教正を兼任した。明治6年（1873年）1月9日、大宮司・権中教正を辞した。
明治9年（1876年）5月20日、宮内省に雇われ梅宮御用掛を命じられるが、内親王が6月8日に薨去したため、7月23日に辞した。明治12年（1879年）10月22日には明宮祗候を命じられるが、翌明治13年（1880年）4月2日に辞した。

### 子爵叙爵と柳原本家
明治8年（1875年）3月25日、実子が無かったため、本家柳原家より柳原和麿を養子にすることを願い出て、同年4月2日に養子に迎え入れた。しかし、明治11年（1878年）5月5日、妾の鈴木よきが庶男子資武を出産した。そのため和麿（のち改名して光典）の立場が失われ、明治16年（1883年）10月17日に養子縁組を解消した。
明治17年（1884年）7月8日に子爵となった。このとき随光は、司法省十七等出仕（1880年11月4日補）、司法九等属（1882年7月20日任）を経て、子爵叙爵後の7月15日には司法八等属に任じられたが、翌16日には非職となった。また翌年（1885年）3月21日には明宮祗候を再び命じられた。
明治27年（1894年）、光典養子縁組解消の善後策として両家が取り決めていた通り、柳原燁子を資武の将来の結婚相手として養女にした。ここで、秘密裏の資武の乱暴さに疲弊した燁子を見かねて明治33年（1900年）に結婚させ、翌明治34年（1901年）4月23日には随光にとって孫にあたる功光が生まれた。同年11月、京都に転居した。そこで燁子は孤独を深め、明治39年（1906年）5月25日、功光を北小路家に残すことを条件に息子夫婦はついに離婚した。

### 前神宮大宮司の晩年
明治44年（1911年）1月31日、80歳という高齢により、明治天皇より御紋付御杯と酒肴料を下賜された。明治45年（1912年）4月22日には高齢のため宮中杖を賜った。
大正3年（1914年）10月、日本の第一次世界大戦参戦を国難と捉えた中山忠英が日本精神作興のため大日本皇道立教会を設立すると、その賛助員として名を連ねた。
大正4年（1915年）7月16日、妻・久子に先立たれる。
大正5年（1916年）11月22日、84歳（数え85歳）で薨去した。

## 官歴 / 栄典
公卿以前は『公卿補任』, 孝明天皇文久元年条を参照した。

### 律令制下
- 天保07年01月15日（1836年03月02日） - 叙従五位下
- 弘化02年12月05日（1846年01月02日） - 叙従五位上、任越後権介
- 嘉永元年12月19日（1849年01月13日） - 叙正五位下
- 嘉永04年01月18日（1851年02月18日） - 叙従四位下
- 嘉永07年01月23日（1854年02月20日） - 叙従四位上
- 安政03年07月08日（1856年08月08日） - 服解[注釈 5]
- 安政03年08月29日（1856年09月27日） - 除服出仕復任
- 安政04年12月19日（1858年02月02日） - 叙正四位下
- 安政07年02月18日（1860年03月10日） - 任勘解由次官
- 万延02年01月05日（1861年02月14日） - 叙従三位
- 元治02年01月05日（1865年01月31日） - 叙正三位[5]
- 慶応元年05月02日（1865年05月26日） - 任左京権大夫[5]

### 維新以後
位階
- 明治24年（1891年）06月16日 - 叙従二位[29]
- 明治34年（1901年）06月21日 - 叙正二位[30]

下賜
- 明治17年（1884年）03月06日 - 木盃一個[注釈 6]

## 系譜
出典が無い限り霞会館編 1996a, p. 491を参照した。
- 父：北小路説光
- 母：家女房[3]
- 妻：北小路久子（1838 - 1915） - 猪熊慶歓五女
  - 養子：北小路光典（1863 - 1903） - 柳原光愛五男、離縁後日野家を継承する[32]
  - 養女：北小路燁子（1885 - 1967） - 柳原前光次女、庶嗣資武前妻、のち離縁
- 妾：鈴木よき[19]
  - 庶嗣：北小路資武（1878 - 1942） - 日野流北小路子爵家第2代
    - 孫：北小路功光（1901 - 1989） - 日野流北小路子爵家第3代